# 王馀鱼
王馀鱼是传说中的鱼，也叫吴馀脍、吴王脍馀、脍残。傳說中吴王阖闾（也有人說是吴王孙樌）沒把魚吃盡，將魚弃至水中，遂为王馀鱼，為只有半身面的魚。

## 文獻记载
《异闻记》：「东城池有王馀鱼，池决，鱼不得去，将死。或以镜照之，鱼看影，谓其有双，于是比目而去。」